# Arrival (album de Journey)
Pour les articles homonymes, voir Arrival.
Albums de Journey
Trial by Fire
(1996) Generations
(2005)
Arrival est le douzième album studio du groupe rock américain Journey, sorti en octobre 2000 au Japon et en avril 2001 aux États-Unis. C'est le premier pour le chanteur Steve Augeri qui remplace Steve Perry et le batteur Deen Castronovo qui a pris la place de Steve Smith.
Durant leur tournée américaine de 2001, l'un des spectacles fut enregistré pour figurer sur le DVD Journey Live 2001.

## Liste des chansons (version Japon)
| No  | Titre              | Durée |
| --- | ------------------ | ----- |
| 1.  | Higher Place       | 5:10  |
| 2.  | All the Way        | 3:35  |
| 3.  | Signs of Life      | 4:54  |
| 4.  | All the Things     | 4:24  |
| 5.  | Loved By You       | 4:03  |
| 6.  | Livin' to Do       | 6:25  |
| 7.  | I Got a Reason     | 4:20  |
| 8.  | With Your Love     | 4:25  |
| 9.  | Lifetime of Dreams | 5:29  |
| 10. | Live and Breathe   | 5:15  |
| 11. | Kiss Me Softly     | 4:48  |
| 12. | I'm Not That Way   | 4:23  |
| 13. | We Will Meet Again | 5:06  |
| 14. | To Be Alive Again  | 4:22  |

## Liste des chansons (version USA)
| No  | Titre               | Durée |
| --- | ------------------- | ----- |
| 1.  | Higher Place        | 5:10  |
| 2.  | All the Way         | 3:35  |
| 3.  | Signs of Life       | 4:54  |
| 4.  | All the Things      | 4:24  |
| 5.  | Loved By You        | 4:03  |
| 6.  | Livin' to Do        | 6:25  |
| 7.  | World Gone Wild     | 6:00  |
| 8.  | I Got a Reason      | 4:20  |
| 9.  | With Your Love      | 4:25  |
| 10. | Lifetime of Dreams  | 5:29  |
| 11. | Live and Breathe    | 5:15  |
| 12. | Nothin' Comes Close | 5:41  |
| 13. | To Be Alive Again   | 4:22  |
| 14. | Kiss Me Softly      | 4:48  |
| 15. | We Will Meet Again  | 5:06  |

## Membres du groupe
- Steve Augeri - Chant
- Neal Schon - Guitare, chœurs
- Ross Valory - Basse, chœurs
- Jonathan Cain - Claviers, guitare rythmique, chœurs
- Deen Castronovo - Batterie